# Dolomia Principale
La Dolomia Principale è un'imponente successione di sedimenti tidali del Dominio Sudalpino, formatasi durante tutto il Norico per il continuo e lento abbassamento della crosta terrestre, il quale, a sua volta, ha creato gradualmente lo spazio per l'accumulo di materiale.

## Descrizione e ambiente sedimentario (area lombarda)
Il Norico è caratterizzato in tutta l'area lombarda dai sedimenti dolomitici di piattaforma carbonatica della Dolomia Principale molto potenti, che possono raggiungere oltre un migliaio di metri di spessore. Si tratta di dolomie cristalline in grossi banchi, cui si alternano dolomie micritiche (a grana finissima) e dolomie stromatolitiche. 
Questa formazione, apparentemente monotona, costituisce in realtà un complesso sedimentario piuttosto articolato, con intercalazione locale di sedimenti di bacino interno a sedimentazione torbiditica (Val Menaggio), e piccoli bacini chiusi a circolazione ristretta, con sedimenti dolomitici bituminosi (zona di Tremezzo, Val Brembana, Val Trompia e Giudicarie), questi ultimi soprattutto nella parte superiore dell'unità.
Nella parte finale della sedimentazione della Dolomia Principale, la piattaforma carbonatica inizia a differenziarsi, con l'individuazione di aree a subsidenza maggiore con vocazione bacinale, talora bordate da faglie sin-sedimentarie (attive cioè contemporaneamente alla sedimentazione). Queste aree definiscono tre bacini principali (area Tremezzina, Bergamasca e area camuna), definiscono i bacini di sedimentazione del Calcare di Zorzino, che raggiunge un migliaio di metri di spessore in corrispondenza del Lago d'Iseo.